# Deoria (dystrykt)
Deoria – dystrykt w Indiach, w stanie Uttar Pradesh. W 2011 roku liczył 3 100 946 mieszkańców.